# فوهة ثيون الكبرى

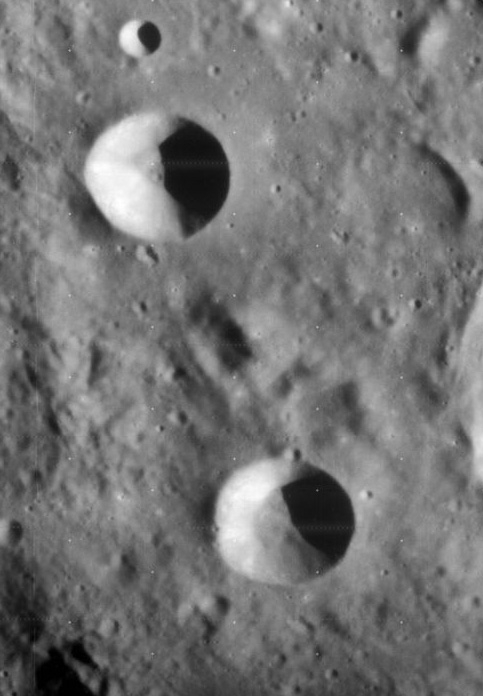
فوهة ثيون الكبرى (في أعلى الصورة) وفوهة ثيون الصغرى (في الأسفل)

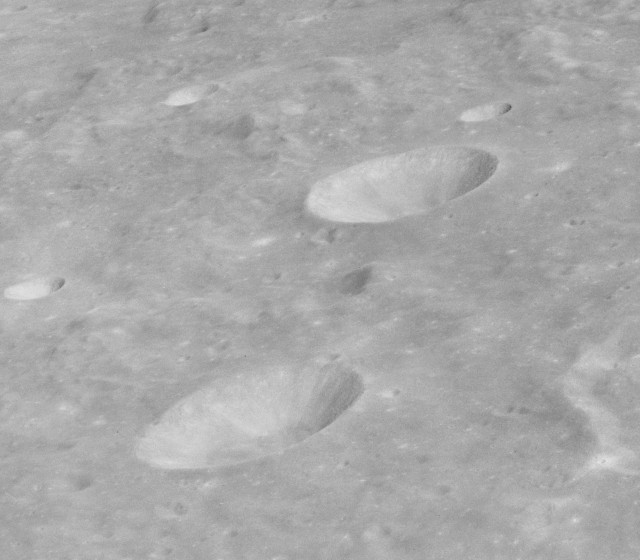
صورة لفوهتي ثيون الكبرى في الأعلى وثيون الصغرى في الأسفل من بعثةأبولو 16

فوهة ثيون الكبرى (0.8°S 15.4°E) هي فوهة صدمية على سطح القمر تقع شمال غرب فوهة ديلامبر، وجنوب فوهة داريست. وتتشابه بدرجة كبيرة مع فوهة ثيون الصغرى، وتختلف في طول القطر فقط.
سميت بهذا الاسم تكريما للرياضياتي والفيلسوف اليوناني من القرن الأول ثيون الأزميري.

## الوصف
تتميز حواف الفوهة بأنها دائرية وعلى شكل وعاء، وحوافها شديدة الانحدار ومساحة أرضيتها صغيرة. تأكلت حواف الفوهة نتيجة تعرضها لعوامل التعرية. يصل قطر الفوهة حوالي 18 كيلومتر، وعمقها 3470 متر.
ترجع فوهة ثيون الكبرى إلى العصر الإراتوسثيني، والذي استمر من 3.2 إلى 1.1 مليار عام مضى.

## فوهات القمر الصناعي
لرسم خريطة مماثلة لفوهات القمر يتم وضح حروف على كل جانب من جوانب الفوهة ومركزها لكل حرف منهم دلاله معينة.
| ثيون الكبرى | خط طول | خط عرض  | القطر     |
| ----------- | ------ | ------- | --------- |
| A           | 0.2° S | 15.4° E | 5 كيلومتر |
| B           | 0.2° N | 14.1° E | 6 كيلومتر |
| C           | 1.4° S | 14.5° E | 6 كيلومتر |

## صور

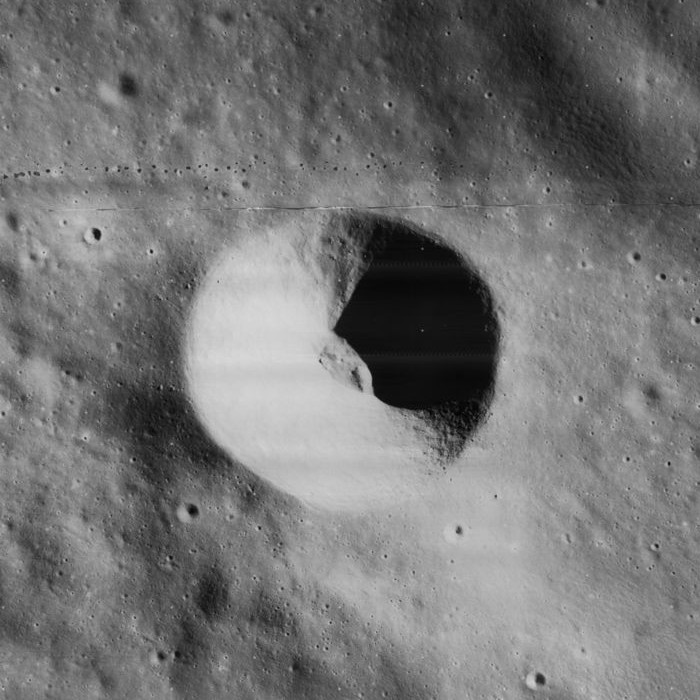
ثيون الكبرى

## وصلات خارجية
- فوهة ثيون الكبرى من بعثة أبولو 11